# Lübecker Senat 1849

Der Senat der Freien und Hansestadt Lübeck als Kabinett im Jahr 1849 mit Amtszeiten und den berufsständischen Korporationen seiner Mitglieder.

## Bürgermeister

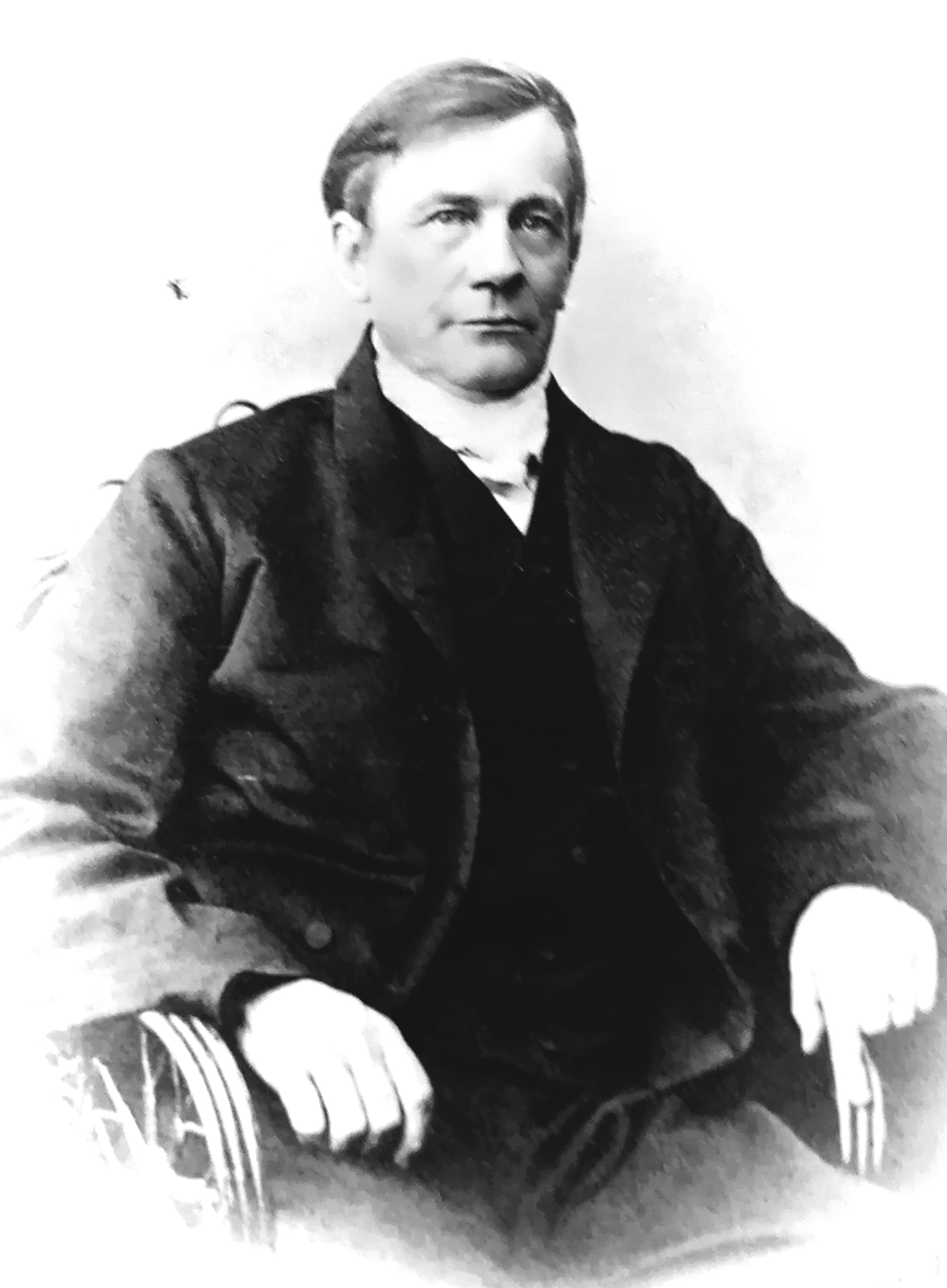
Bürgermeister Heinrich Brehmer

- Christian Nicolaus von Evers, seit 1825, Ratsherr seit 1809, Zirkelgesellschaft
- Thomas Günther Wunderlich, seit 1833, Ratsherr seit 1810, Kaufleutekompagnie
- Bernhard Heinrich Frister, seit 1833, Ratsherr seit 1821, Ratssekretär 1806
- Johann Joachim Friedrich Torkuhl, seit 1845, Ratsherr seit 1824, Jurist, 1848 Vorsitzender des Senats
- Heinrich Brehmer, Ratsherr seit 1836, Jurist, 1849 und 1850 Vorsitzender des Senats

## Senatoren
- Ludwig Müller, seit 1818, Nowgorodfahrer
- Johann Heinrich Gaedertz, seit 1827, Kaufleutekompagnie
- Christian Ernst Friedrich Weber, seit 1830, Kaufleutekompagnie, gestorben 12. Juni 1849
- Jacob Behrens, seit 1833, Kaufleutekompagnie
- Karl Ludwig Roeck, seit 1833, Ratssekretär 1814
- Friedrich Matthias Jacobus Claudius, seit 1833, Jurist
- Georg Heinrich Nölting, seit 1835, Stockholmfahrer
- Georg Christian Tegtmeyer, seit 1839, Schonenfahrer
- Daniel Heinrich Heyke, seit 1840, Rigafahrer
- Hermann Carl Dittmer, seit 1841, Krämerkompagnie, Schonenfahrer, Nowgorodfahrer, Schonenfahrer
- Hermann Wilhelm Hach, seit 1845, Jurist
- Johann Daniel Eschenburg, seit 1846, Nowgorodfahrer
- Theodor Curtius, seit 1846, Jurist
- Hermann von der Hude, seit 1848, Jurist, letzter allein vom Rat/Senat zugewählter Ratsherr Lübecks.
- Heinrich Wilhelm Haltermann, seit 1848, erster nach der Verfassungsreform von drei Wahlkammern gewählter Senator Lübecks

## Syndici
- Carl Georg Curtius, seit 1801, seit 1802 Protonotar
- Heinrich von der Hude, seit 1844
- Peter Ludwig Elder, seit 1844